# Wereldbeker schaatsen 2007/2008 - Wereldbeker 1
De Wereldbeker schaatsen 2007-2008 ging van start op 9 november in Salt Lake City. Ook op zaterdag 10 en zondag 11 november werd er ook geschaatst in de Utah Olympic Oval.
| Programma                 |                                                               |
| Datum                     | Onderdeel                                                     |
| vrijdag 9 november 2007   | 1e 500m vrouwen 1e 500 m mannen 1e 1000m vrouwen 1500m mannen |
| zaterdag 10 november 2007 | 2e 500m vrouwen 1e 1000m mannen 1500m vrouwen 5000m mannen    |
| zondag 11 november 2007   | 2e 500m mannen 2e 1000m vrouwen 2e 1000m mannen 3000m vrouwen |

## Mannen

### 1e 500 meter
| Uitslag | Uitslag             | Uitslag  |
| rang    | schaatser           | tijd     |
| ------- | ------------------- | -------- |
| Goud    | Jeremy Wotherspoon  | 34,03 WR |
| Zilver  | Lee Kang-seok       | 34,20    |
| Brons   | Lee Kyou-hyuk       | 34,31    |
| 4       | Dmitri Lobkov       | 34,37    |
| 5       | Yu Fengtong         | 34,53    |
| 6       | Mun Joon            | 34,56    |
| 7       | Pekka Koskela       | 34,60    |
| 8       | Keiichiro Nagashima | 34,68    |
| 9       | Kip Carpenter       | 34,74    |
| 10      | Mika Poutala        | 34,86    |
| 11      | Tucker Fredricks    | 34,90    |
| 12      | Yuya Oikawa         | 34,99    |
| 13      | Erben Wennemars     | 35,05    |
| 13      | Tadashi Obara       | 35,05    |
| 15      | Maciej Ustynowicz   | 35,12    |
| 16      | Mike Ireland        | 35,15    |
| 17      | Jacques de Koning   | 35,24    |
| 18      | Akio Ota            | 35,25    |
| 18      | Simon Kuipers       | 35,25    |
| 20      | An Weijiang         | 35,33    |
| 21      | Jurre Trouw         | 35,42    |
| 22      | Jan Smeekens        | 35,45    |
| 23      | Yunlong Jiao        | 35,50    |
| 24      | Ermanno Ioriatti    | 35,53    |
| 25      | Anton Hahn          | 35,56    |
| 26      | Shani Davis         | 35,69    |
| 27      | Dmitri Dorofejev    | 35,76    |
| 28      | Tyler Goff          | 35,88    |
| 29      | Joji Kato           | 41,32    |

| Loting | Loting                             |
| rit    | schaatser                          |
| ------ | ---------------------------------- |
| 1      | Nico Ihle Jurre Trouw              |
| 2      | Yunlong Jiao Tyler Goff            |
| 3      | Kip Carpenter Anton Hahn           |
| 4      | Yu Fengtong Dmitri Dorofejev       |
| 5      | Mun Joon Tadashi Obara             |
| 6      | Ermanno Ioriatti Jacques de Koning |
| 7      | Simon Kuipers Maciej Ustynowicz    |
| 8      | Mike Ireland Akio Ota              |
| 9      | Mika Poutala Erben Wennemars       |
| 10     | Shani Davis Yuya Oikawa            |
| 11     | Jeremy Wotherspoon An Weijiang     |
| 12     | Jan Smeekens Keiichiro Nagashima   |
| 13     | Dmitri Lobkov Pekka Koskela        |
| 14     | Joji Kato Lee Kyou-hyuk            |
| 15     | Tucker Fredricks Lee Kang-seok     |

### 2e 500 meter
| Uitslag | Uitslag             | Uitslag |
| rang    | schaatser           | tijd    |
| ------- | ------------------- | ------- |
| Goud    | Jeremy Wotherspoon  | 34,14   |
| Zilver  | Lee Kang-seok       | 34,23   |
| Brons   | Yu Fengtong         | 34,49   |
| 4       | Pekka Koskela       | 34,50   |
| 4       | Lee Kyou-hyuk       | 34,50   |
| 6       | Mika Poutala        | 34,55   |
| 7       | Dmitri Lobkov       | 34,59   |
| 8       | Tucker Fredricks    | 34,68   |
| 9       | Mun Joon            | 34,70   |
| 10      | Keiichiro Nagashima | 34,72   |
| 11      | Mike Ireland        | 34,85   |
| 12      | Jan Smeekens        | 34,91   |
| 13      | Yuya Oikawa         | 34,92   |
| 14      | Kip Carpenter       | 34,93   |
| 15      | An Weijiang         | 34,94   |
| 16      | Tadashi Obara       | 35,02   |
| 17      | Simon Kuipers       | 35,09   |
| 18      | Erben Wennemars     | 35,15   |
| 19      | Jurre Trouw         | 35,21   |
| 19      | Akio Ota            | 35,21   |
| 21      | Anton Hahn          | 35,36   |
| 22      | Ermanno Ioriatti    | 35,40   |
| 23      | Maciej Ustynowicz   | 35,43   |
| 24      | Nico Ihle           | 35,53   |
| 25      | Shani Davis         | 35,59   |
| 26      | Jacques de Koning   | 35,60   |
| 27      | Tyler Goff          | 35,73   |
| 28      | Yunlong Jiao        | 35,75   |

| Loting | Loting                           |
| rit    | schaatser                        |
| ------ | -------------------------------- |
| 1      | Tyler Goff Shani Davis           |
| 2      | Anton Hahn Ermanno Ioriatti      |
| 3      | Jurre Trouw Yunlong Jiao         |
| 4      | An Weijiang Jan Smeekens         |
| 5      | Akio Ota Nico Ihle               |
| 6      | Jacques de Koning Simon Kuipers  |
| 7      | Maciej Ustynowicz Mike Ireland   |
| 8      | Tadashi Obara Tucker Fredricks   |
| 9      | Erben Wennemars Mika Poutala     |
| 10     | Yuya Oikawa Kip Carpenter        |
| 11     | Keiichiro Nagashima Mun Joon     |
| 12     | Pekka Koskela Yu Fengtong        |
| 13     | Lee Kyou-hyuk Dmitri Lobkov      |
| 14     | Lee Kang-seok Jeremy Wotherspoon |

### 1e 1000 meter
| Uitslag | Uitslag                   | Uitslag    |
| rang    | schaatser                 | tijd       |
| ------- | ------------------------- | ---------- |
| Goud    | Pekka Koskela             | 1.07,00 WR |
| Zilver  | Shani Davis               | 1.07,18    |
| Brons   | Jeremy Wotherspoon        | 1.07,34    |
| 4       | Lee Kyou-hyuk             | 1.07,40    |
| 5       | Erben Wennemars           | 1.07,42    |
| 6       | Simon Kuipers             | 1.07,45    |
| 7       | Jevgeni Lalenkov          | 1.07,53    |
| 8       | Mun Joon                  | 1.07,76    |
| 9       | Jan Bos                   | 1.07,97    |
| 10      | Dmitri Lobkov             | 1.08,12    |
| 11      | Mika Poutala              | 1.08,14    |
| 12      | Kip Carpenter             | 1.08,26    |
| 13      | Remco Olde Heuvel         | 1.08,53    |
| 14      | Lee Kang-seok             | 1.08,56    |
| 15      | Mikael Flygind-Larsen     | 1.08,76    |
| 16      | Samuel Schwarz            | 1.08,77    |
| 17      | Keiichiro Nagashima       | 1.08,96    |
| 18      | Aleksey Yesin             | 1.09,02    |
| 19      | Jeff Kitura               | 1.09,08    |
| 20      | Tadashi Obara             | 1.09,10    |
| 21      | Takaharu Nakajima         | 1.09,12    |
| 22      | Nick Pearson              | 1.09,18    |
| 23      | Stefan Heythausen         | 1.09,38    |
| 24      | François Olivier Roberge  | 1.09,41    |
| 25      | Maciej Ustynowicz         | 1.09,48    |
| 26      | Ermanno Ioriatti          | 1.09,76    |
| 27      | Christoffer Fagerli Rukke | 1.29,44 fl |
| 28      | Mark Tuitert              | DNF        |
| 29      | Denny Morrison            | DSQ        |
| 29      | Pasi Koskela              | DSQ        |

| Loting | Loting                                       |
| rit    | schaatser                                    |
| ------ | -------------------------------------------- |
| 1      | Maciej Ustynowicz Mikael Flygind-Larsen      |
| 2      | Nick Pearson Pasi Koskela                    |
| 3      | Jeff Kitura Stefan Heythausen                |
| 4      | Tadashi Obara Mika Poutala                   |
| 5      | Ermanno Ioriatti Samuel Schwarz              |
| 6      | Lee Kang-seok Remco Olde Heuvel              |
| 7      | Christoffer Fagerli Rukke Jeremy Wotherspoon |
| 8      | Keiichiro Nagashima Dmitri Lobkov            |
| 9      | Takaharu Nakajima Aleksey Yesin              |
| 10     | Jevgeni Lalenkov Kip Carpenter               |
| 11     | Denny Morrison Pekka Koskela                 |
| 12     | François Olivier Roberge Mun Joon            |
| 13     | Simon Kuipers Lee Kyou-hyuk                  |
| 14     | Jan Bos Erben Wennemars                      |
| 15     | Shani Davis Mark Tuitert                     |

### 2e 1000 meter
| Uitslag | Uitslag                   | Uitslag |
| rang    | schaatser                 | tijd    |
| ------- | ------------------------- | ------- |
| Goud    | Jeremy Wotherspoon        | 1.07,03 |
| Zilver  | Shani Davis               | 1.07,04 |
| Brons   | Lee Kyou-hyuk             | 1.07,07 |
| 4       | Mun Joon                  | 1.07,11 |
| 5       | Jan Bos                   | 1.07,28 |
| 6       | Simon Kuipers             | 1.07,49 |
| 7       | Jevgeni Lalenkov          | 1.07,50 |
| 8       | Denny Morrison            | 1.07,59 |
| 9       | Erben Wennemars           | 1.07,87 |
| 10      | Mark Tuitert              | 1.07,94 |
| 11      | Remco Olde Heuvel         | 1.08,15 |
| 11      | Lee Kang-seok             | 1.08,15 |
| 13      | Keiichiro Nagashima       | 1.08,34 |
| 13      | Kip Carpenter             | 1.08,34 |
| 15      | Mikael Flygind-Larsen     | 1.08,61 |
| 16      | Dmitri Lobkov             | 1.08,68 |
| 17      | Mika Poutala              | 1.08,70 |
| 18      | Samuel Schwarz            | 1.08,89 |
| 19      | Nick Pearson              | 1.09,02 |
| 20      | Tadashi Obara             | 1.09,03 |
| 21      | Maciej Ustynowicz         | 1.09,06 |
| 22      | Takaharu Nakajima         | 1.09,28 |
| 23      | François Olivier Roberge  | 1.09,34 |
| 24      | Pasi Koskela              | 1.09,41 |
| 25      | Jeff Kitura               | 1.09,42 |
| 26      | Ermanno Ioriatti          | 1.09,50 |
| 27      | Aleksey Yesin             | 1.09,61 |
| 28      | Christoffer Fagerli Rukke | 1.09,89 |
| 29      | Stefan Heythausen         | 1.09,90 |

| Loting | Loting                                  |
| rit    | schaatser                               |
| ------ | --------------------------------------- |
| 1      | Denny Morrison                          |
| 2      | Pasi Koskela Christoffer Fagerli Rukke  |
| 3      | Mark Tuitert Ermanno Ioriatti           |
| 4      | Stefan Heythausen Maciej Ustynowicz     |
| 5      | Aleksey Yesin François Olivier Roberge  |
| 6      | Samuel Schwarz Nick Pearson             |
| 7      | Mikael Flygind-Larsen Takaharu Nakajima |
| 8      | Remco Olde Heuvel Tadashi Obara         |
| 9      | Kip Carpenter Jeff Kitura               |
| 10     | Mika Poutala Keiichiro Nagashima        |
| 11     | Dmitri Lobkov Lee Kang-seok             |
| 12     | Mun Joon Jan Bos                        |
| 13     | Erben Wennemars Jevgeni Lalenkov        |
| 14     | Lee Kyou-hyuk Simon Kuipers             |
| 15     | Jeremy Wotherspoon Shani Davis          |

### 1500 meter
| Uitslag | Uitslag                   | Uitslag    |
| rang    | schaatser                 | tijd       |
| ------- | ------------------------- | ---------- |
| Goud    | Erben Wennemars           | 1.42,32 WR |
| Zilver  | Denny Morrison            | 1.42,79    |
| Brons   | Shani Davis               | 1.42,92    |
| 4       | Jevgeni Lalenkov          | 1.43,16    |
| 5       | Enrico Fabris             | 1.43,67    |
| 6       | Sven Kramer               | 1.43,99    |
| 7       | Håvard Bøkko              | 1.44,21    |
| 8       | Steven Elm                | 1.44,22    |
| 9       | Simon Kuipers             | 1.44,52    |
| 10      | Mark Tuitert              | 1.44,62    |
| 11      | Konrad Niedźwiedzki       | 1.44,66    |
| 12      | Arne Dankers              | 1.44,85    |
| 13      | Mikael Flygind-Larsen     | 1.45,25    |
| 13      | François Olivier Roberge  | 1.45,25    |
| 15      | Ivan Skobrev              | 1.45,41    |
| 16      | Chad Hedrick              | 1.45,51    |
| 17      | Stefan Heythausen         | 1.45,82    |
| 18      | Risto Rosendahl           | 1.45,94    |
| 19      | Christoffer Fagerli Rukke | 1.46,02    |
| 20      | Robert Lehmann            | 1.46,05    |
| 21      | Gao Xuefeng               | 1.46,10    |
| 22      | Rhian Ket                 | 1.46,64    |
| 23      | Jeff Kitura               | 1.46,83    |
| 24      | Sverre Haugli             | 1.46,98    |
| 25      | Mun Joon                  | 1.47,43    |
| 26      | Matteo Anesi              | 1.47,49    |
| 27      | Hiroki Hirako             | 1.47,77    |
| 28      | Luca Stefani              | 1.50,98    |
| 29      | Stian Elvenes             | DNF        |
| 29      | Samuel Schwarz            | DNF        |

| Loting | Loting                                       |
| rit    | schaatser                                    |
| ------ | -------------------------------------------- |
| 1      | Luca Stefani Gao Xuefeng                     |
| 2      | Chad Hedrick Hiroki Hirako                   |
| 3      | Arne Dankers Sverre Haugli                   |
| 4      | Stian Elvenes Jeff Kitura                    |
| 5      | Risto Rosendahl Christoffer Fagerli Rukke    |
| 6      | Matteo Anesi Mikael Flygind-Larsen           |
| 7      | Konrad Niedźwiedzki François Olivier Roberge |
| 8      | Håvard Bøkko Ivan Skobrev                    |
| 9      | Robert Lehmann Stefan Heythausen             |
| 10     | Mun Joon Steven Elm                          |
| 11     | Samuel Schwarz Rhian Ket                     |
| 12     | Mark Tuitert Sven Kramer                     |
| 13     | Enrico Fabris Simon Kuipers                  |
| 14     | Shani Davis Erben Wennemars                  |
| 15     | Denny Morrison Jevgeni Lalenkov              |

### 5000 meter
| rang   | schaatser            | tijd       |
| ------ | -------------------- | ---------- |
| Goud   | Enrico Fabris        | 6.07,40 WR |
| Zilver | Sven Kramer          | 6.07,52    |
| Brons  | Håvard Bøkko         | 6.14,14    |
| 4      | Carl Verheijen       | 6.14,90    |
| 5      | Arne Dankers         | 6.17,71    |
| 6      | Wouter Olde Heuvel   | 6.20,93    |
| 7      | Tom Prinsen          | 6.21,07    |
| 8      | Tobias Schneider     | 6.21,55    |
| 9      | Odd Bohlin Borgersen | 6.21,75    |
| 10     | Bob de Jong          | 6.22,14    |
| 11     | Ivan Skobrev         | 6.22,46    |
| 12     | Hiroki Hirako        | 6.23,06    |
| 13     | Øystein Grødum       | 6.23,84    |
| 14     | Chad Hedrick         | 6.24,16    |
| 15     | Justin Warsylewicz   | 6.25,88    |
| 16     | Henrik Christiansen  | 6.26,18    |
| 17     | Robert Lehmann       | 6.26,52    |
| 18     | Shani Davis          | 6.26,94    |
| 19     | Sverre Haugli        | 6.27,83    |
| 20     | Aleksej Joenin       | 6.29,66    |
| 21     | Dmitri Babenko       | 6.29,97    |
| 22     | Steven Elm           | 6.30,66    |
| 23     | Shigeyuki Dejima     | 6.31,34    |
| 24     | Konrad Niedźwiedzki  | 6.31,57    |
| 25     | Artjom Beloesov      | 6.33,76    |
| 26     | Alexis Contin        | 6.35,74    |
| 27     | Johan Röjler         | 6.36,78    |
| 28     | Aaron Sadlier        | 6.37,08    |
| 29     | Matteo Anesi         | 6.40,24    |
| 30     | Tristan Loy          | 6.41,05    |

| Loting | Loting                             |
| rit    | schaatser                          |
| ------ | ---------------------------------- |
| 1      | Aaron Sadlier Steven Elm           |
| 2      | Shigeyuki Dejima Aleksej Joenin    |
| 3      | Konrad Niedźwiedzki Tristan Loy    |
| 4      | Henrik Christiansen Dmitri Babenko |
| 5      | Justin Warsylewicz Bob de Jong     |
| 6      | Chad Hedrick Alexis Contin         |
| 7      | Ivan Skobrev Robert Lehmann        |
| 8      | Matteo Anesi Johan Röjler          |
| 9      | Shani Davis Artjom Beloesov        |
| 10     | Sverre Haugli Tom Prinsen          |
| 11     | Arne Dankers Odd Bohlin Borgersen  |
| 12     | Tobias Schneider Hiroki Hirako     |
| 13     | Håvard Bøkko Sven Kramer           |
| 14     | Øystein Grødum Enrico Fabris       |
| 15     | Wouter Olde Heuvel Carl Verheijen  |

## Vrouwen

### 1e 500 meter
| Uitslag | Uitslag             | Uitslag |
| rang    | schaatsster         | tijd    |
| ------- | ------------------- | ------- |
| Goud    | Wang Beixing        | 37,32   |
| Zilver  | Jenny Wolf          | 37,47   |
| Brons   | Sayuri Yoshii       | 37,84   |
| 4       | Annette Gerritsen   | 37,93   |
| 5       | Heike Hartmann      | 38,04   |
| 6       | Xing Aihua          | 38,12   |
| 7       | Margot Boer         | 38,13   |
| 8       | Svetlana Kajkan     | 38,18   |
| 9       | Marianne Timmer     | 38,21   |
| 10      | Chiara Simionato    | 38,23   |
| 11      | Ren Hui             | 38,24   |
| 12      | Shihomi Shinya      | 38,32   |
| 13      | Sayuri Osuga        | 38,37   |
| 14      | Bo-Ra Lee           | 38,40   |
| 15      | Christine Nesbitt   | 38,41   |
| 16      | Tomomi Okazaki      | 38,44   |
| 17      | Lee Sang-hwa        | 38,54   |
| 17      | Yukari Watanabe     | 38,54   |
| 19      | Shannon Rempel      | 38,60   |
| 20      | Elli Ochowicz       | 38,62   |
| 21      | Xiaomei Sheng       | 38,76   |
| 22      | Sanne van der Star  | 38,85   |
| 23      | Kim Weger           | 38,86   |
| 24      | Judith Hesse        | 38,90   |
| 25      | Jin Peiyu           | 38,96   |
| 26      | Monique Angermüller | 39,15   |
| 27      | Cindy Klassen       | 39,20   |
| 28      | Paulina Wallin      | 39,31   |
| 29      | Marloes Gelderblom  | 39,64   |
| 30      | Lauren Cholewinski  | 39,76   |

| Loting | Loting                                 |
| rit    | schaatsster                            |
| ------ | -------------------------------------- |
| 1      | Marloes Gelderblom Bo-Ra Lee           |
| 2      | Lauren Cholewnski Christine Nesbitt    |
| 3      | Paulina Wallin Cindy Klassen           |
| 4      | Sanne van der Star Monique Angermüller |
| 5      | Jin Peiyu Elli Ochowicz                |
| 6      | Yukari Watanabe Kim Weger              |
| 7      | Tomomi Okazaki Judith Hesse            |
| 8      | Xing Aihua Heike Hartmann              |
| 9      | Marianne Timmer Shannon Rempel         |
| 10     | Margot Boer Svetlana Kajkan            |
| 11     | Shihomi Shinya Xiaomei Sheng           |
| 12     | Ren Hui Sayuri Osuga                   |
| 13     | Lee Sang-hwa Annette Gerritsen         |
| 14     | Wang Beixing Jenny Wolf                |
| 15     | Sayuri Yoshii Chiara Simionato         |

### 2e 500 meter
| Uitslag | Uitslag             | Uitslag |
| rang    | schaatsster         | tijd    |
| ------- | ------------------- | ------- |
| Goud    | Jenny Wolf          | 37,22   |
| Zilver  | Wang Beixing        | 37,45   |
| Brons   | Sayuri Yoshii       | 37,90   |
| 4       | Xing Aihua          | 37,99   |
| 4       | Marianne Timmer     | 37,99   |
| 6       | Ren Hui             | 38,01   |
| 7       | Sayuri Osuga        | 38,11   |
| 8       | Heike Hartmann      | 38,23   |
| 9       | Chiara Simionato    | 38,25   |
| 10      | Lee Sang-hwa        | 38,26   |
| 11      | Xiaomei Sheng       | 38,28   |
| 11      | Svetlana Kajkan     | 38,28   |
| 13      | Bo-Ra Lee           | 38,33   |
| 14      | Margot Boer         | 38,35   |
| 15      | Shihomi Shinya      | 38,37   |
| 16      | Annette Gerritsen   | 38,39   |
| 17      | Tomomi Okazaki      | 38,48   |
| 18      | Shannon Rempel      | 38,53   |
| 19      | Yukari Watanabe     | 38,60   |
| 20      | Elli Ochowicz       | 38,69   |
| 21      | Judith Hesse        | 38,71   |
| 22      | Kim Weger           | 38,84   |
| 23      | Paulina Wallin      | 39,16   |
| 24      | Sanne van der Star  | 39,17   |
| 25      | Marloes Gelderblom  | 39,28   |
| 26      | Lauren Cholewinski  | 39,81   |
| 27      | Monique Angermüller | DNS     |

| Loting | Loting                                 |
| rit    | schaatsster                            |
| ------ | -------------------------------------- |
| 1      | Lauren Cholewinski                     |
| 2      | Monique Angermüller Marloes Gelderblom |
| 3      | Judith Hesse Paulina Wallin            |
| 4      | Kim Weger Sanne van der Star           |
| 5      | Xiaomei Sheng Lee Sang-hwa             |
| 6      | Elli Ochowicz Yukari Watanabe          |
| 7      | Shannon Rempel Tomomi Okazaki          |
| 8      | Bo-Ra Lee Shihomi Shinya               |
| 9      | Sayuri Osuga Ren Hui                   |
| 10     | Chiara Simionato Marianne Timmer       |
| 11     | Svetlana Kajkan Margot Boer            |
| 12     | Heike Hartmann Xing Aihua              |
| 13     | Annette Gerritsen Sayuri Yoshii        |
| 14     | Jenny Wolf Wang Beixing                |

### 1e 1000 meter
| Uitslag | Uitslag              | Uitslag |
| rang    | schaatsster          | tijd    |
| ------- | -------------------- | ------- |
| Goud    | Wang Beixing         | 1.14,19 |
| Zilver  | Anni Friesinger      | 1.14,29 |
| Brons   | Wang Fei             | 1.14,31 |
| 4       | Christine Nesbitt    | 1.14,32 |
| 5       | Chiara Simionato     | 1.14,71 |
| 6       | Annette Gerritsen    | 1.14,82 |
| 7       | Ireen Wüst           | 1.14,84 |
| 8       | Heike Hartmann       | 1.15,13 |
| 9       | Shannon Rempel       | 1.15,42 |
| 10      | Ren Hui              | 1.15,57 |
| 11      | Cindy Klassen        | 1.15,78 |
| 12      | Sayuri Yoshii        | 1.15,86 |
| 13      | Brittany Schussler   | 1.15,99 |
| 14      | Shihomi Shinya       | 1.16,18 |
| 15      | Monique Angermüller  | 1.16,37 |
| 16      | Svetlana Kajkan      | 1.16,43 |
| 17      | Paulien van Deutekom | 1.16,50 |
| 18      | Judith Hesse         | 1.16,59 |
| 19      | Xing Aihua           | 1.16,64 |
| 20      | Nao Kodaira          | 1.16,73 |
| 21      | Sayuri Osuga         | 1.16,85 |
| 22      | Marrit Leenstra      | 1.16,99 |
| 23      | Jekaterina Abramova  | 1.17,06 |
| 24      | Yulya Nemaya         | 1.17,10 |
| 25      | Xiaomei Sheng        | 1.17,29 |
| 26      | Elli Ochowicz        | 1.17,57 |
| 27      | Maki Tabata          | 1.17,70 |
| 28      | Natasja Bruintjes    | 1.18,35 |
| 29      | You-Lim Kim          | DNF     |
| 30      | Kristina Groves      | DQ      |

| Loting | Loting                                 |
| rit    | schaatsster                            |
| ------ | -------------------------------------- |
| 1      | Jekaterina Abramova Elli Ochowicz      |
| 2      | Judith Hesse Natasja Bruintjes         |
| 3      | Xing Aihua Sayuri Osuga                |
| 4      | Nao Kodaira Shihomi Shinya             |
| 5      | Brittany Schussler Monique Angermüller |
| 6      | Xiaomei Sheng Yulya Nemaya             |
| 7      | Wang Beixing Ren Hui                   |
| 8      | Wang Fei Heike Hartmann                |
| 9      | You-Lim Kim Svetlana Kajkan            |
| 10     | Marrit Leenstra Shannon Rempel         |
| 11     | Kristina Groves Maki Tabata            |
| 12     | Cindy Klassen Sayuri Yoshii            |
| 13     | Paulien van Deutekom Chiara Simionato  |
| 14     | Ireen Wüst Anni Friesinger             |
| 15     | Christine Nesbitt Annette Gerritsen    |

### 2e 1000 meter
| Uitslag | Uitslag             | Uitslag |
| rang    | schaatsster         | tijd    |
| ------- | ------------------- | ------- |
| Goud    | Chiara Simionato    | 1.13,47 |
| Zilver  | Anni Friesinger     | 1.13,71 |
| Brons   | Christine Nesbitt   | 1.13,92 |
| 4       | Wang Beixing        | 1.13,98 |
| 5       | Cindy Klassen       | 1.14,29 |
| 6       | Sayuri Yoshii       | 1.14,40 |
| 7       | Annette Gerritsen   | 1.14,87 |
| 8       | Ireen Wüst          | 1.14,93 |
| 9       | Shannon Rempel      | 1.15,04 |
| 10      | Kristina Groves     | 1.15,14 |
| 11      | Ren Hui             | 1.15,39 |
| 12      | Heike Hartmann      | 1.15,49 |
| 13      | Brittany Schussler  | 1.16,04 |
| 14      | You-Lim Kim         | 1.16,34 |
| 15      | Judith Hesse        | 1.16,37 |
| 16      | Joelia Nemaja       | 1.16,43 |
| 17      | Svetlana Kajkan     | 1.16,49 |
| 18      | Xing Aihua          | 1.16,54 |
| 19      | Marrit Leenstra     | 1.16,57 |
| 20      | Monique Angermüller | 1.16,64 |
| 21      | Sayuri Osuga        | 1.16,75 |
| 21      | Natasja Bruintjes   | 1.16,75 |
| 23      | Shihomi Shinya      | 1.17,15 |
| 24      | Nao Kodaira         | 1.17,22 |
| 25      | Elli Ochowicz       | 1.17,33 |

| Loting | Loting                              |
| rit    | schaatsster                         |
| ------ | ----------------------------------- |
| 1      | Natasja Bruintjes                   |
| 2      | Elli Ochowicz                       |
| 3      | Joelia Nemaja                       |
| 4      | Sayuri Osuga Kristina Groves        |
| 5      | Svetlana Kajkan You-Lim Kim         |
| 6      | Monique Angermüller Marrit Leenstra |
| 7      | Shihomi Shinya Nao Kodaira          |
| 8      | Sayuri Yoshii Xing Aihua            |
| 9      | Ren Hui Judith Hesse                |
| 10     | Shannon Rempel Brittany Schussler   |
| 11     | Heike Hartmann Cindy Klassen        |
| 12     | Annette Gerritsen Ireen Wüst        |
| 13     | Chiara Simionato Christine Nesbitt  |
| 14     | Anni Friesinger Wang Beixing        |

### 1500 meter
| Uitslag | Uitslag              | Uitslag |
| rang    | schaatsster          | tijd    |
| ------- | -------------------- | ------- |
| Goud    | Christine Nesbitt    | 1.52,75 |
| Zilver  | Kristina Groves      | 1.54,25 |
| Brons   | Chiara Simionato     | 1.54,65 |
| 4       | Cindy Klassen        | 1.54,91 |
| 5       | Ireen Wüst           | 1.55,28 |
| 6       | Renate Groenewold    | 1.55,44 |
| 7       | Maki Tabata          | 1.55,59 |
| 8       | Daniela Anschütz     | 1.55,69 |
| 9       | Shannon Rempel       | 1.56,28 |
| 10      | Brittany Schussler   | 1.56,43 |
| 11      | Marrit Leenstra      | 1.56,47 |
| 12      | Annette Gerritsen    | 1.56,54 |
| 13      | Katarzyna Wójcicka   | 1.56,78 |
| 14      | Claudia Pechstein    | 1.56,94 |
| 15      | Diane Valkenburg     | 1.57,30 |
| 16      | Jekaterina Lobysjeva | 1.57,31 |
| 17      | Lee Ju-youn          | 1.57,80 |
| 18      | Galina Lichatsjova   | 1.57,85 |
| 19      | Lucille Opitz        | 1.57,91 |
| 20      | Monique Angermüller  | 1.58,09 |
| 21      | Catherine Raney      | 1.58,20 |
| 22      | Hiromi Otsu          | 1.58,33 |
| 23      | Yuliya Skokova       | 1.58,64 |
| 24      | Jekaterina Abramova  | 1.58,99 |
| 25      | Shiho Ishizawa       | 1.59,65 |
| 26      | Hedvig Bjelkevik     | 2.00,34 |
| 27      | Anna Rokita          | 2.00,58 |
| 28      | Mia Manganello       | 2.02,42 |
| 29      | Andrea Jirků         | 2.03,01 |
| 30      | Wang Fei             | DNF     |

| Loting | Loting                                 |
| rit    | schaatsster                            |
| ------ | -------------------------------------- |
| 1      | Monique Angermüller Anna Rokita        |
| 2      | Yuliya Skokova Galina Lichatsjova      |
| 3      | Mia Manganello Lee Ju-youn             |
| 4      | Shiho Ishizawa Jekaterina Lobysjeva    |
| 5      | Hiromi Otsu Catherine Raney            |
| 6      | Chiara Simionato Hedvig Bjelkevik      |
| 7      | Jekaterina Abramova Brittany Schussler |
| 8      | Annette Gerritsen Renate Groenewold    |
| 9      | Lucille Opitz Shannon Rempel           |
| 10     | Christine Nesbitt Maki Tabata          |
| 11     | Katarzyna Wójcicka Wang Fei            |
| 12     | Andrea Jirků Diane Valkenburg          |
| 13     | Marrit Leenstra Kristina Groves        |
| 14     | Daniela Anschütz Ireen Wüst            |
| 15     | Cindy Klassen Claudia Pechstein        |

### 3000 meter
| rang   | schaatsster         | tijd    |
| ------ | ------------------- | ------- |
| Goud   | Martina Sáblíková   | 3.57,98 |
| Zilver | Cindy Klassen       | 3.59,37 |
| Brons  | Renate Groenewold   | 3.59,79 |
| 4      | Claudia Pechstein   | 4.00,66 |
| 5      | Kristina Groves     | 4.01,04 |
| 6      | Daniela Anschütz    | 4.01,70 |
| 7      | Clara Hughes        | 4.02,25 |
| 8      | Wang Fei            | 4.03,27 |
| 9      | Ireen Wüst          | 4.03,62 |
| 10     | Maki Tabata         | 4.05,25 |
| 11     | Christine Nesbitt   | 4.05,42 |
| 12     | Catherine Raney     | 4.06,51 |
| 13     | Hiromi Otsu         | 4.06,60 |
| 14     | Diane Valkenburg    | 4.07,09 |
| 15     | Lee Ju-youn         | 4.07,13 |
| 16     | Gretha Smit         | 4.07,18 |
| 17     | Lucille Opitz       | 4.07,52 |
| 18     | Katrin Mattscherodt | 4.07,80 |
| 19     | Brittany Schussler  | 4.08,01 |
| 20     | Masako Hozumi       | 4.08,15 |
| 21     | Katarzyna Wójcicka  | 4.09,58 |
| 22     | Anna Rokita         | 4.10,35 |
| 23     | Mari Hemmer         | 4.11,67 |
| 24     | Andrea Jirků        | 4.12,89 |
| 25     | Shiho Ishizawa      | 4.13,66 |
| 26     | Galina Lichatsjova  | 4.13,84 |
| 27     | So-Yeon Lee         | 4.14,52 |
| 28     | Yuliya Skokova      | 4.18,34 |
| 29     | Anna Ringsred       | 4.19,92 |
| 30     | Bianca Anghel       | 4.21,26 |

| Loting | Loting                              |
| rit    | schaatsster                         |
| ------ | ----------------------------------- |
| 1      | Anna Ringsred So-Yeon Lee           |
| 2      | Lee Ju-youn Bianca Anghel           |
| 3      | Brittany Schussler Yuliya Skokova   |
| 4      | Christine Nesbitt Anna Rokita       |
| 5      | Andrea Jirků Shiho Ishizawa         |
| 6      | Clara Hughes Hiromi Otsu            |
| 7      | Katarzyna Wójcicka Masako Hozumi    |
| 8      | Katrin Mattscherodt Lucille Opitz   |
| 9      | Kristina Groves Wang Fei            |
| 10     | Maki Tabata Gretha Smit             |
| 11     | Diane Valkenburg Galina Lichatsjova |
| 12     | Mari Hemmer Catherine Raney         |
| 13     | Martina Sáblíková Daniela Anschütz  |
| 14     | Cindy Klassen Claudia Pechstein     |
| 15     | Renate Groenewold Ireen Wüst        |